# Grote stuifmeelkorst
Grote stuifmeelkorst (Thelocarpon citrum) is een korstmossoort uit de familie Thelocarpaceae. De soort leeft in symbiose met een chlorococcoïde alg. Hij komt voor in heide en stuifzand.

## Determinatie
Grote stuifmeelkorst is een korstvormig korstmos. Het thallus bevat bolvormige tot conische, heldere wratten. De diameter is 0,3 tot 0,4 mm. De asci zijn veelsporig, bolvormig tot kolfvormig, taps toelopend naar de top. De wand is van gelijke dikte. Ze kleuren donkerblauw met I+. De ascosporen zijn eencellig, hyaliene, langwerpig-afgevlakt, dunwandig, 4–5 × 1–2 µm. Pycnidiën komen zelden voor en zijn ondergedompeld in de wratten.

## Verspreiding
In Nederland is grote stuifmeelkorst zeer zeldzaam. Er zijn alleen incidentele kortstondige vindplaatsen bekend en er zijn geen aanwijzingen dat soort langer dan tien jaar aaneengesloten in Nederland voorkwam.